# ブライトコプフ・ウント・ヘルテル
ブライトコプフ・ウント・ヘルテル社（ドイツ語：Breitkopf & Härtel）は、ドイツの楽譜出版社である。現存する楽譜出版社としては最も歴史が長いことでも知られる。社名は1719年、ベルンハルト・クリストフ・ブライトコプフがライプツィヒにて創業し、1795年にゴットフリート・クリストフ・ヘルテルが会社を継いだことにちなむ。日本語では略してブライトコプフ（社）と呼ばれることが多い。ブライトコプフ社では現在、1000人の作曲家による8000曲の楽譜と、15000冊の書籍を取り扱っている。
1807年、ヘルテルはピアノの製造にも乗り出し、この部門は1870年まで続けられた。なお、これらのピアノは、フランツ・リストやクララ・シューマンに高く評価されていた。
ブライトコプフ社は、ハイドン、ベートーヴェン、メンデルスゾーン、シューマン、リスト、ワーグナー、ブラームスといった作曲家と同時代から既に存在した会社であり、彼らの楽譜の出版もリアルタイムで手がけている。このような習慣は現在でも受け継がれており、ニコラウス・フーバー、ヘルムート・ラッヘンマン、ウド・ツィンマーマンら現代作曲家の作品の出版も手がけている。
そのほか、モーツァルト全集が初めて出版されたのはブライトコプフ社によってである。